# 山本成美
山本 成美（やまもと なるみ、3月1日生）は、日本の女性シンガーソングライター。LOTUS所属。
主に作詞を生業としている。同姓同名のタレントやビーチバレー選手とは別人。

## プロフィール
- 和歌山県出身。血液型A型。
- プール学院短期大学英文科卒業。
- 證券会社に勤務の傍ら、学生時代から続けていたバンド活動を展開。
- ボーカル及び作詞作曲を担当する。
- オーディションで歌詞が注目され上京。
- 美人作詞家として有名。

### 好きなミュージシャン
- ニルヴァーナ、ミッシング・パーソンズ、U2、ガービッジ、ポゴ・ポップス、レッド・ツェッペリン、トリッキー

### 好きなアーティスト
- ジム・ジャームッシュ、ゲーテ、アンディー・ウォーホル、村上春樹

### 好きなモノ、コト
- 春、ロック、読書、酒、微睡み、北欧、アネモネ、プロ野球、義理と人情、ケルト

## 主な作詞提供アーティスト
- 嵐
  - 「シルバーリング」
- alan
- 今井優子
- 宇都宮隆
- 大山百合香
- 奥井雅美
- 折笠愛
- 華原朋美
- 菅野美穂
- 木根尚登
- KAT-TUN
  - 「うたいつづけるとき」
  - 「OUR STORY〜プロローグ〜」
- King & Prince
  - 「別々の空」
- 近藤ナツコ
- 柴咲コウ
  - 「かたちあるもの」（共作詞）
  - 「Trust my feelings」（補作詞）
- 島谷ひとみ
  - 「thanksful」
- 高橋克典
- 20th Century
  - ｢OPEN THE GATE｣
- TOKIO
  - 「世界の屋根」
  - 「Everybody Can Do!」
  - 「SPICY GIRL」
  - 「Hazy Crazy Love」
- 林原めぐみ・白鳥由里・平松晶子
  - 「抱きしめて Lovin' you」
  - 「そばにいるよ 〜優しきエピローグ〜」
- BIGBANG
  - 「声をきかせて」
- BESTIEM
  - 「Think about you」
- BoA
  - 「永遠」
  - 「キミのとなりで」
  - 「make a secret」
- BONITA
- 宮脇詩音
- May J.
- REIRA starring YUNA ITO
  - 「Truth」
- ワン・リーホン
  - 「たった一人の君へ」
  - 「愛の奇蹟」
  - 「Dream Again」

他、多数。